# Museo Georges-Labit

Entrada al Museo Georges-Labit.

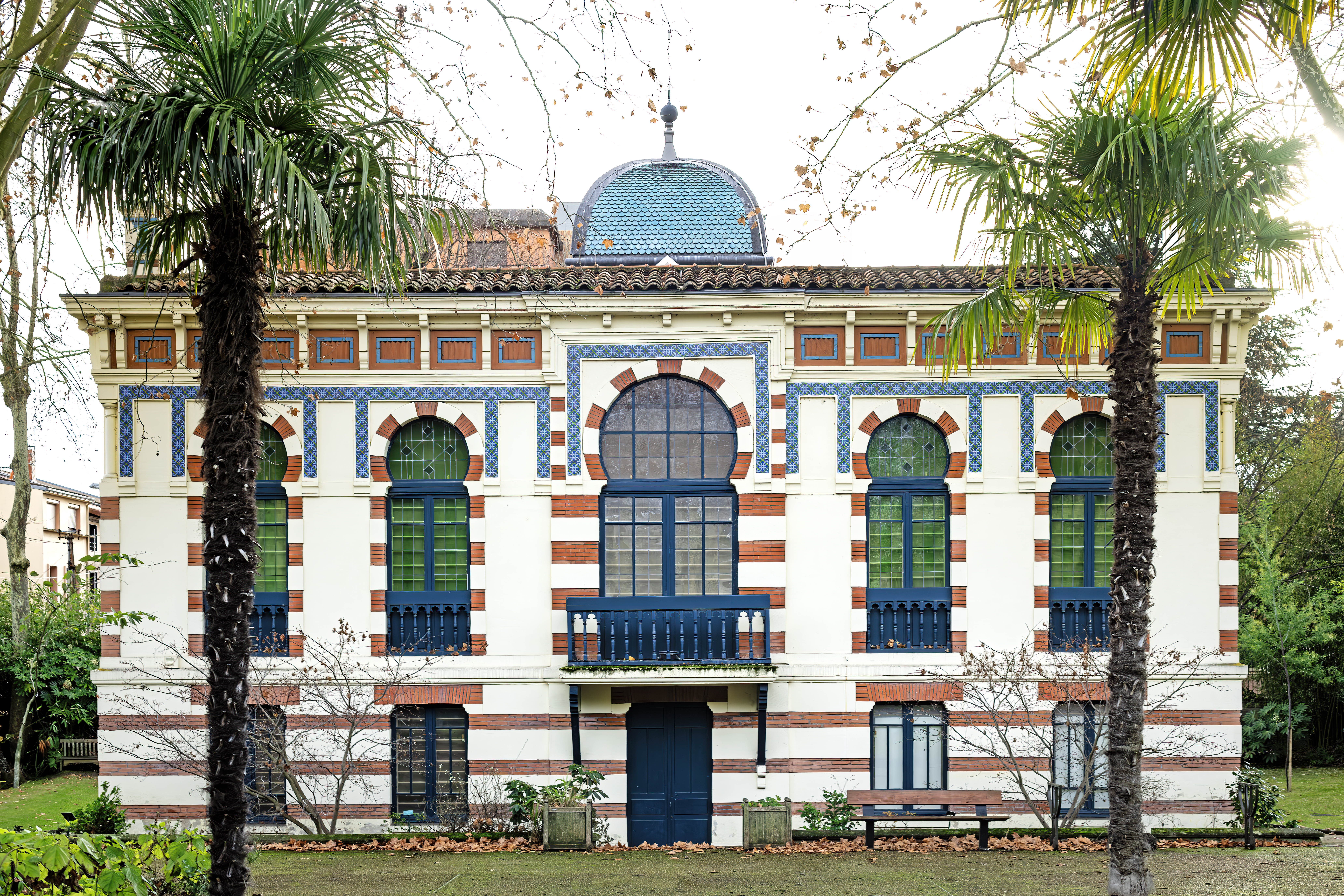
La fachada lateral del jardín.

El Museo Georges-Labit (Musée Georges-Labit) de arte asiático y antigüedades egipcias, fue fundado en 1893. Situado en la ribera del canal du Midi, en Toulouse (Francia), su edificio es un palacete de estilo morisco, a la moda de la época, situado en medio de un pequeño jardín de tipo mediterráneo con incrustaciones asiáticas. 
Construido a mediados del siglo XIX, su nombre proviene del viajero y coleccionista tolosano Georges Labit (1862-1909), apasionado del arte de Asia y de la historia de las religiones, que vivió allí entre 1862 y 1899, reuniendo múltiples objetos como fruto de sus viajes en busca de civilizaciones y pueblos desconocidos.
Reúne múltiples objetos exóticos:
- Una colección de objetos de arte del Extremo Oriente:[1] India, Champa, Annam, Siam, Laos, Java, Tíbet, Nepal, China y Japón.
- Una colección de objetos egipcios y coptos en depósito, procedentes del Museo Guimet.

## Objetos expuestos
El museo acoge una colección de arte oriental de hasta tres siglos de antigüedad con objetos religiosos tibetanos, pinturas y objetos rituales indios, budas, esculturas jemeres, cerámicas chinas de época Qing, máscaras de teatro nō o armaduras de samurai. De la colección egipcia destacan la cámara funeraria con momias y sarcófagos y diferentes estelas.

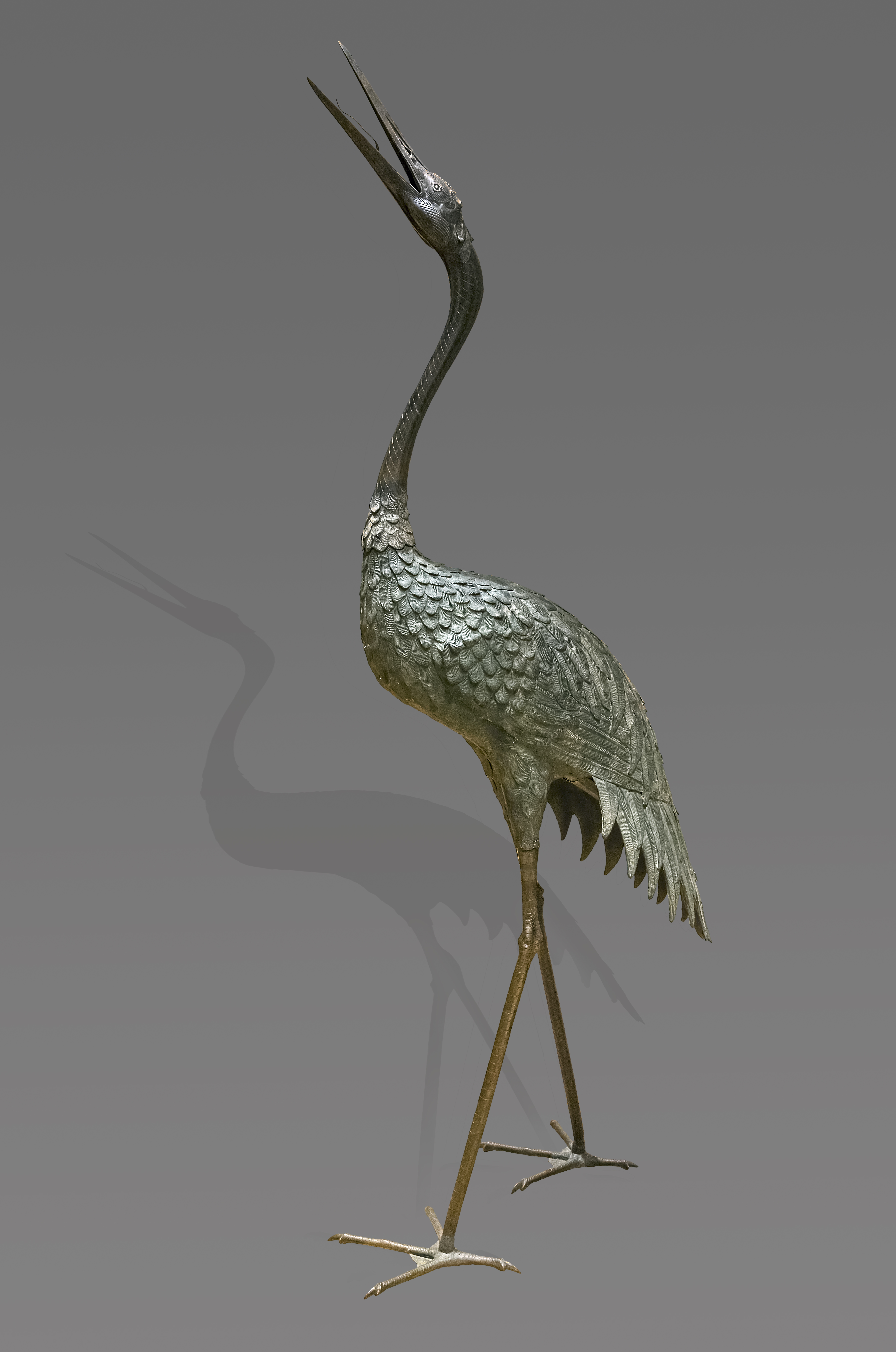
Gruya del período Edo.
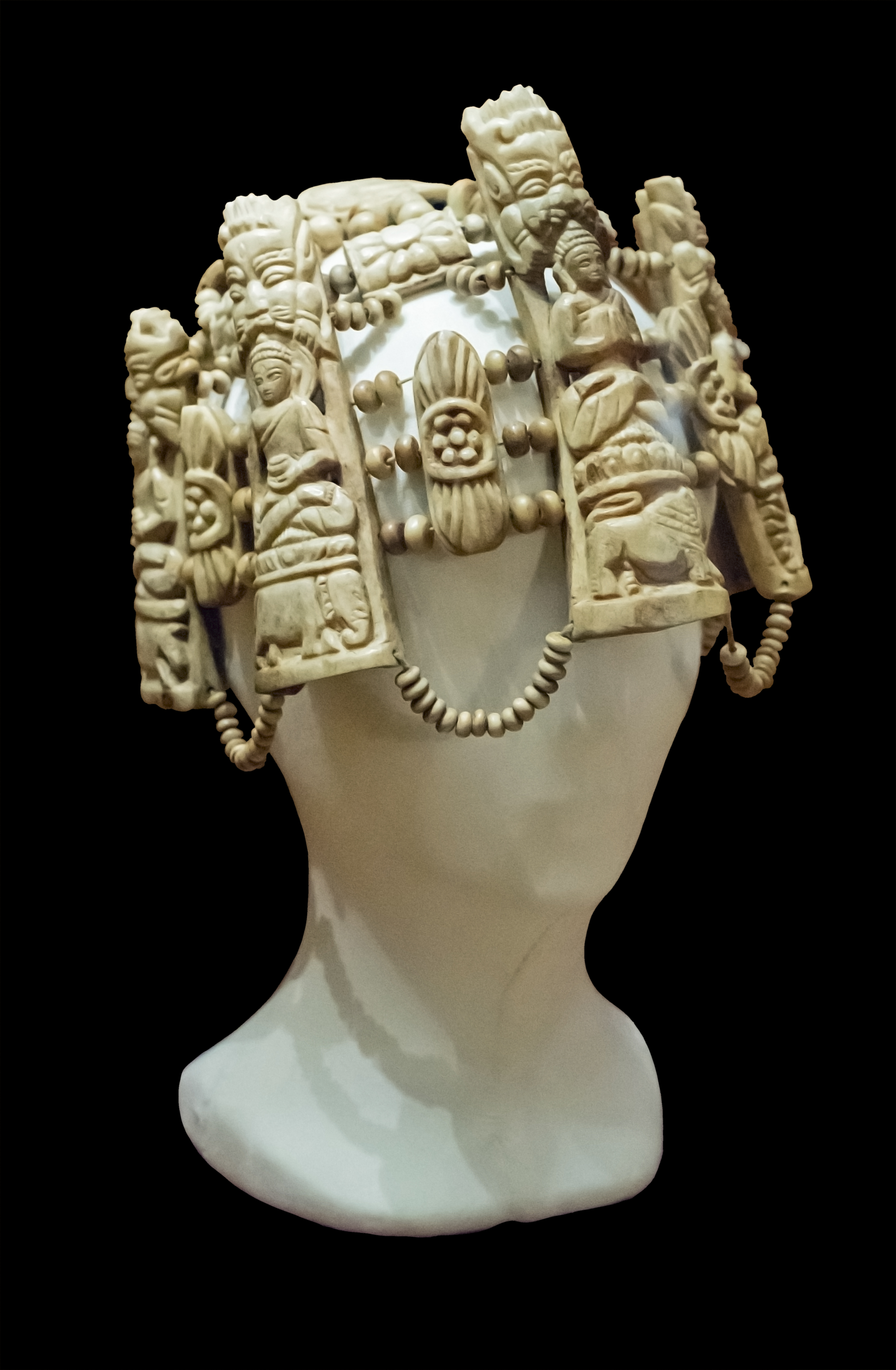
Adorno ritual nepalés, siglo XIX.
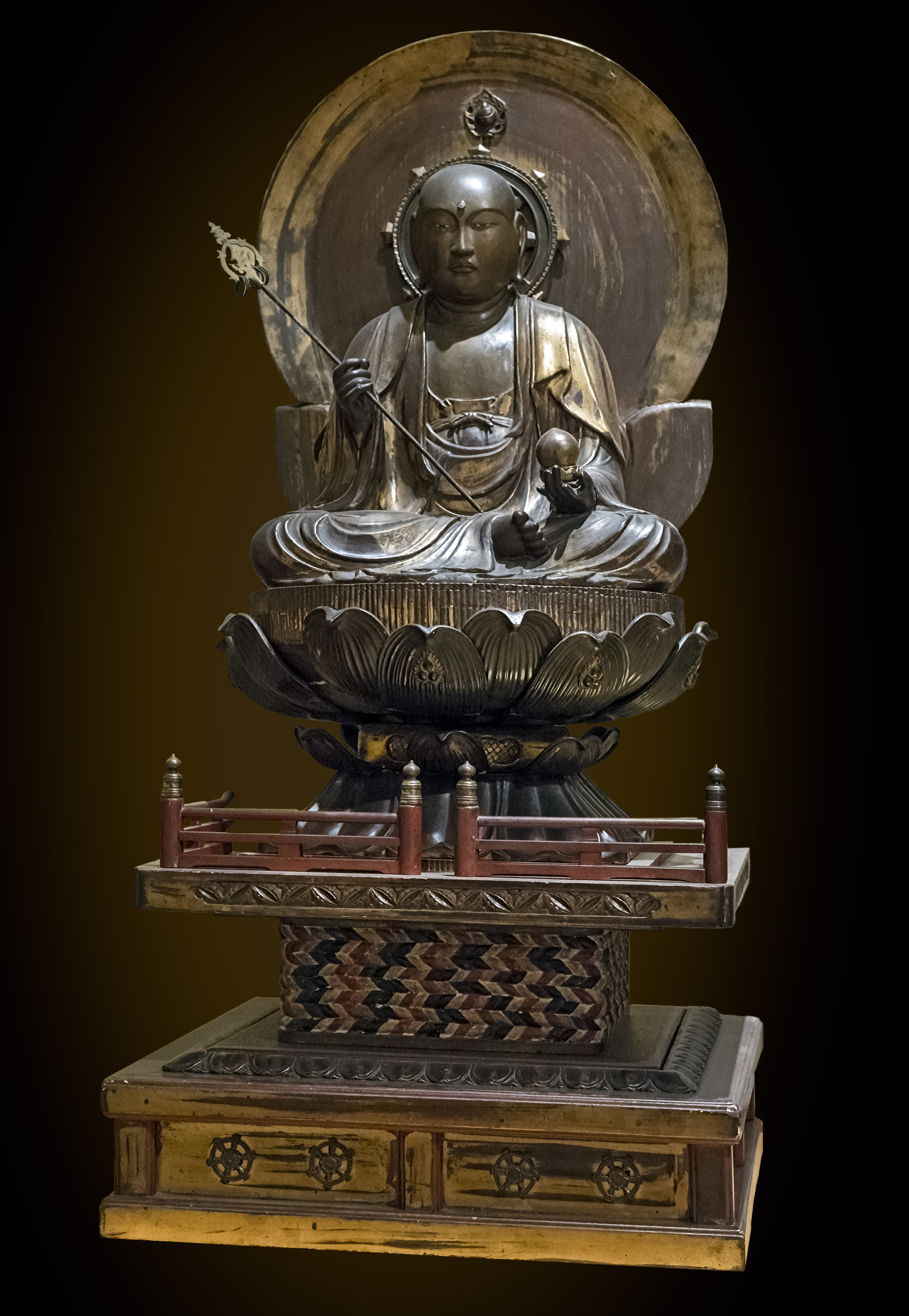
Estatua de Bodhisattva Jizo, finales período Edo, madera esculpida dorada y lacada.
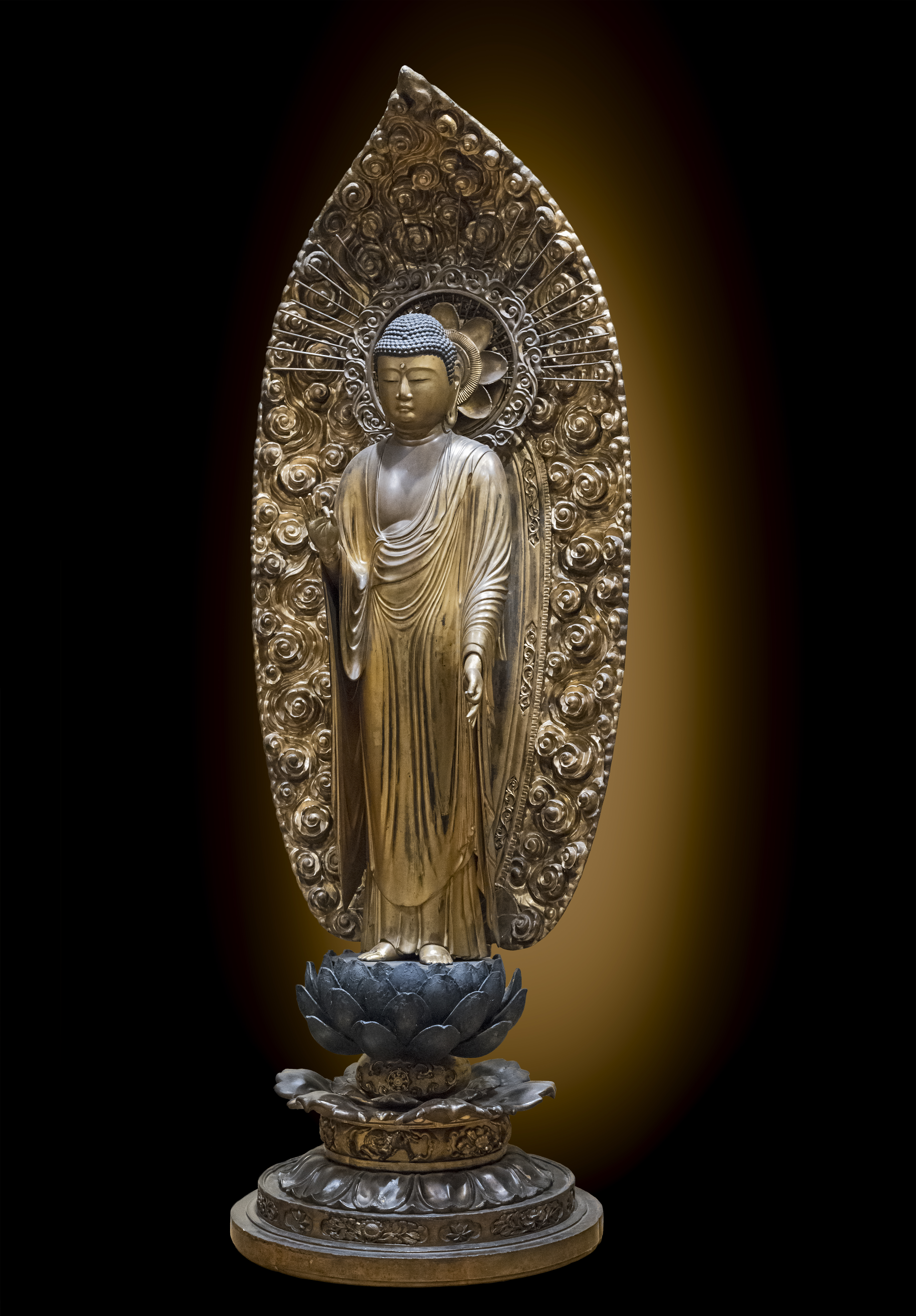
Buda Amitābha del Japón de finales período Edo (1615-1868), madera esculpida dorada y lacada.
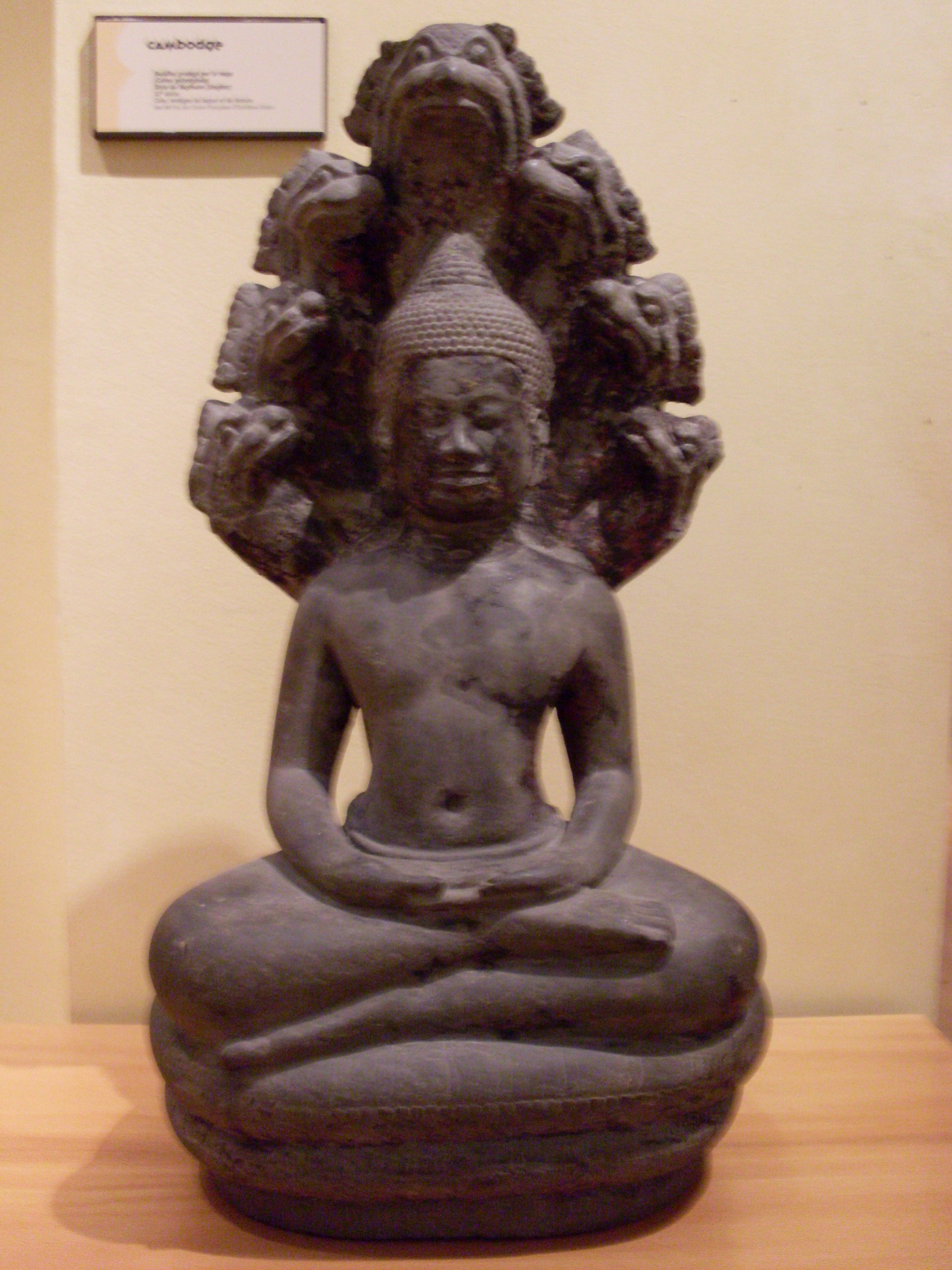
Buda protegido por la Naga (cobra policéfala) de estilo Bafuón del siglo XI.
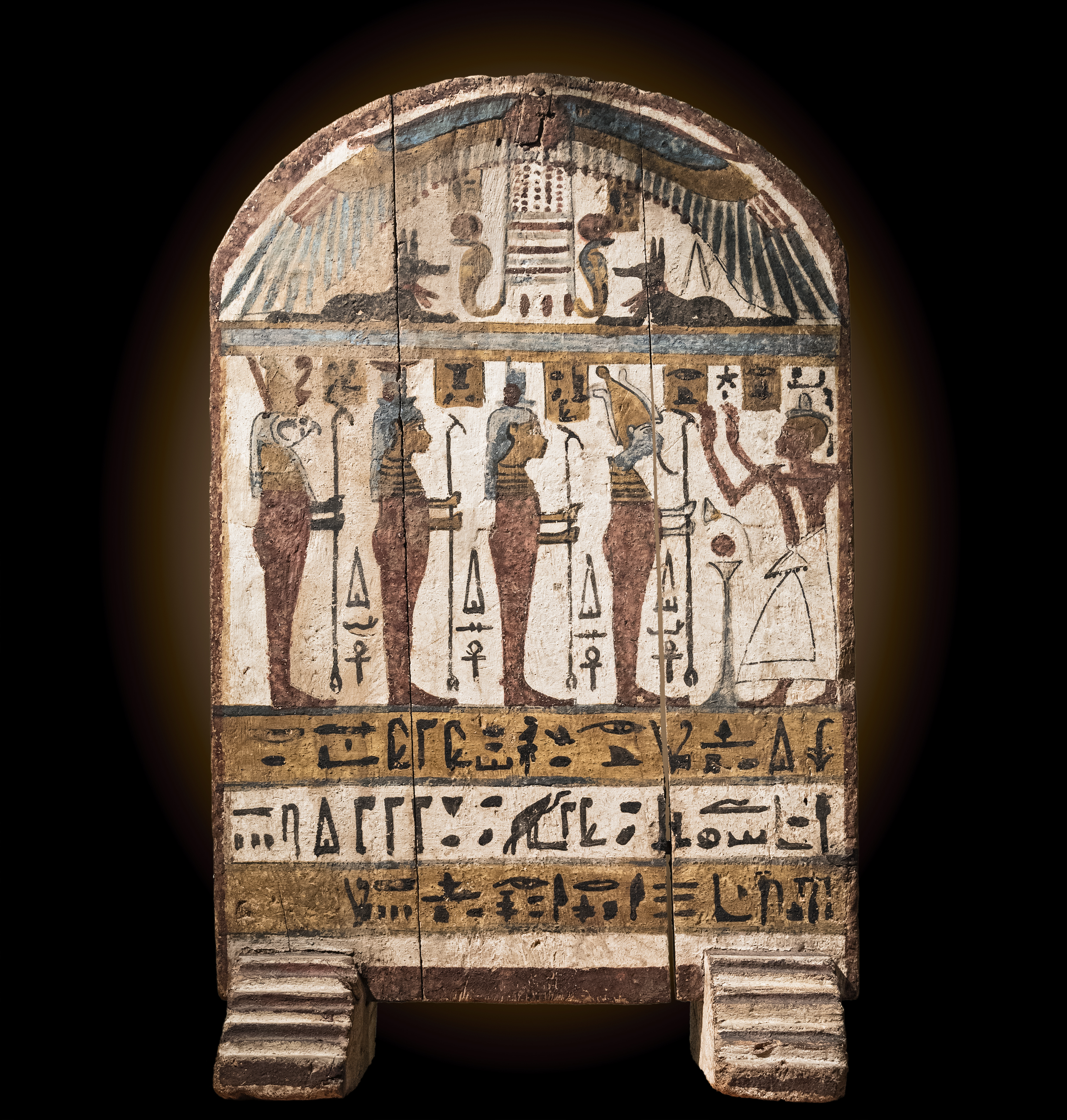
Estela de Pa-di-Usir. Baja época de Egipto. Siglos VII-VI a. C.